# Kiwatsch
Kiwatsch (russisch Кивач; karelisch Kivačču; finnisch Kivatsu) ist ein Wasserfall in der Republik Karelien, Russland, an dem Fluss Suna. Die Fallhöhe beträgt 10,7 m, der Wasserdurchfluss beträgt durchschnittlich 66 m³/s. Er liegt 54 km nördlich von Petrosawodsk und 13 km nordwestlich von Kondopoga, auf dem Territorium das Kiwatsch Naturschutzgebiets.

## Beschreibung
Der Kiwatsch-Wasserfall ist eine Kaskade und liegt etwa 27 km vor der Mündung des Flusses Sunas. Seine Stufen sind von einem alten Lavastrom geschaffen worden. Der Breite der Kaskade beträgt etwa 8 m.

## Benennung

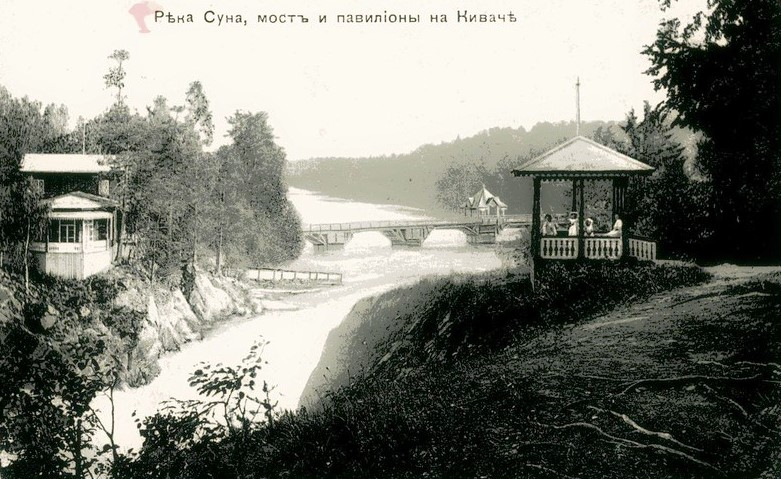
Kiwatsch. 1904

Es gibt drei mögliche Ursprünge des Namens „Kiwatsch“:
- Kivi (finn.) – der Stein
- Kiivas (finn.) – ungestüm
- Kivas (karelische Sprache) – der Schneeberg

## Geschichte
Die erste urkundliche Erwähnung des Wasserfalls stammt aus dem Jahre 1566.
Am Anfang des 18. Jahrhunderts wurde in der Nähe des Wasserfalls eine kleine Holzkapelle errichtet, die bis in die erste Hälfte des 20. Jahrhunderts bestand.
Der russische Dichter, auch damaliger Gouverneur des Olonez Gouvernement  Gawriil Derschawin wurde Ende des 18. Jahrhunderts durch einen Besuch zu seinem Gedicht „Водопад“ (Wasserfall) inspiriert. Zar Alexander II. besuchte am 26. Juni (8. Juli) 1858 den Wasserfall. Prokudin-Gorski, ein russischer Pionier der Farbfotografie, besuchte Kiwatsch 1916.
In den 1920er und 1930er Jahren wurde an der Suna die Staustufe eines Wasserkraftwerkes gebaut, weshalb die Stärke des Wasserfalls deutlich abgenommen hat. Der Wasserfall ist ein bekanntes Tourismus-Objekt, mit annähernd 30.000–40.000 Besuchern pro Jahr.

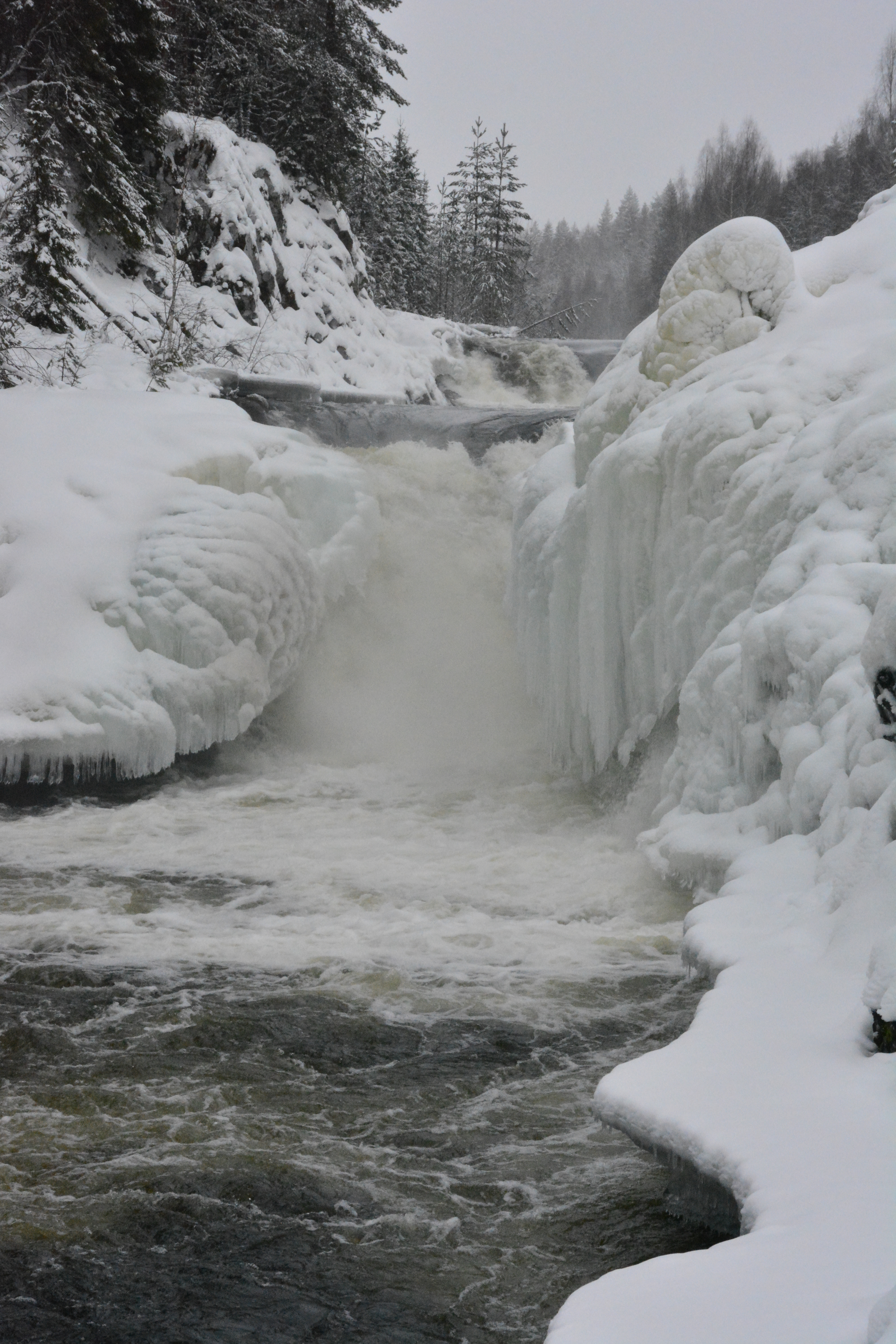
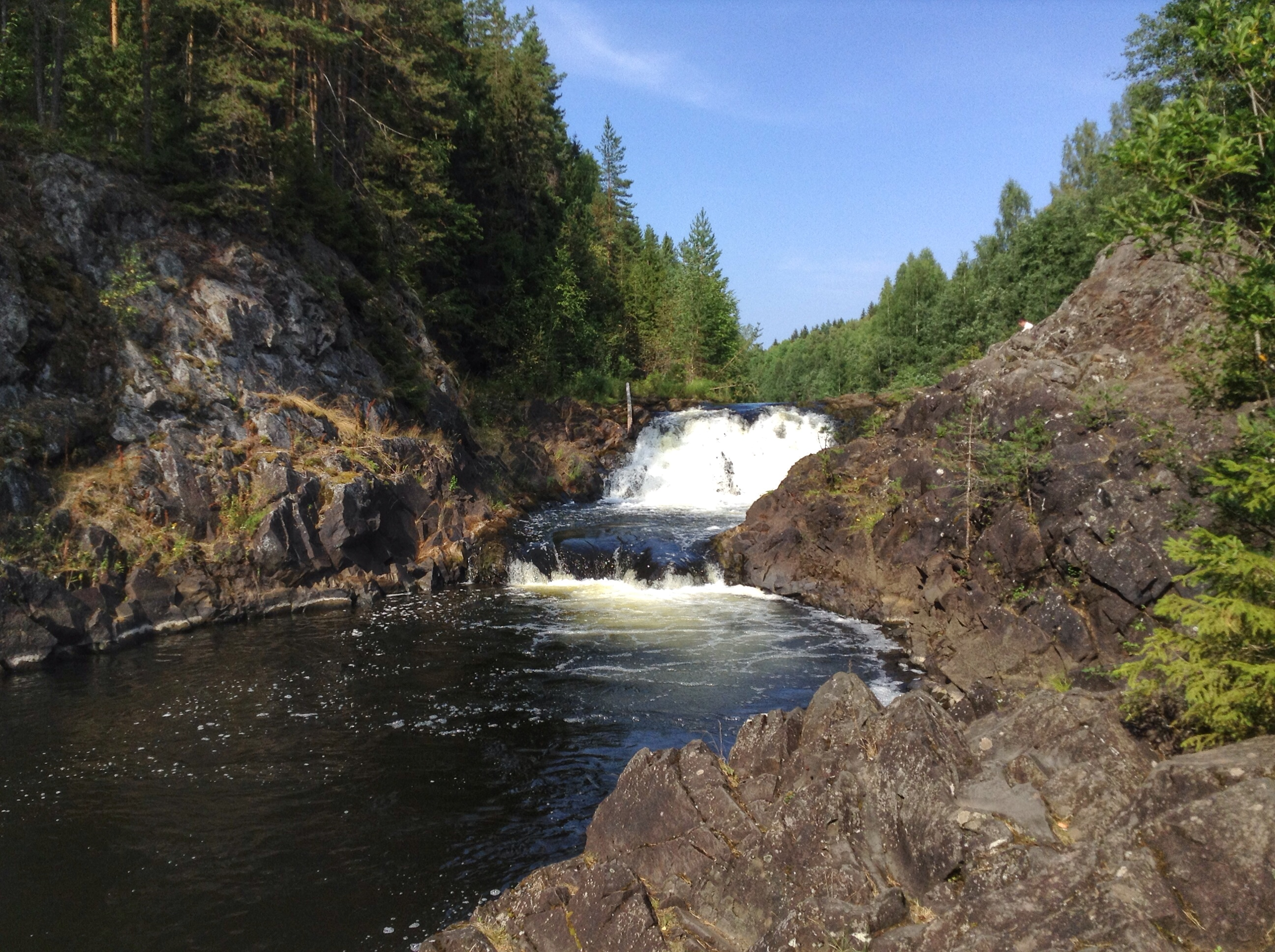
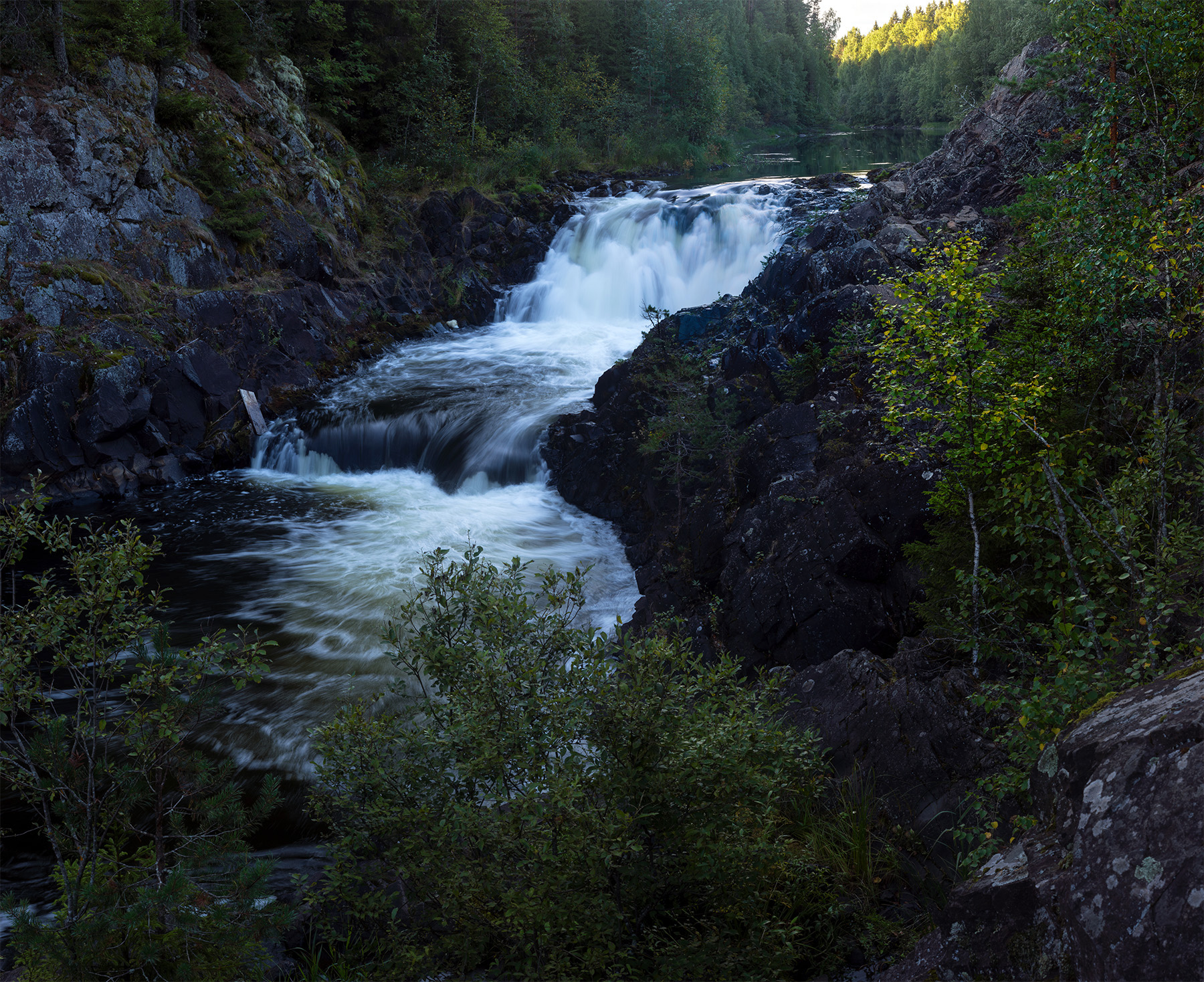
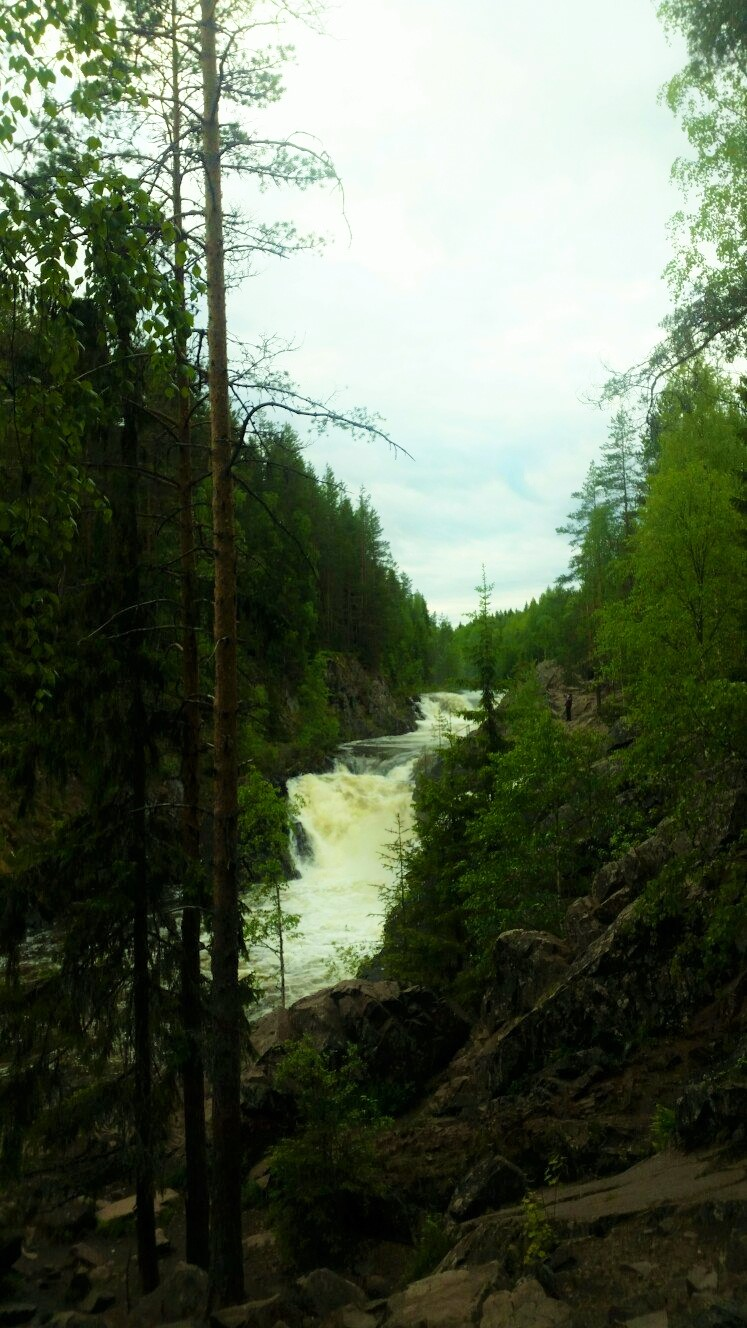
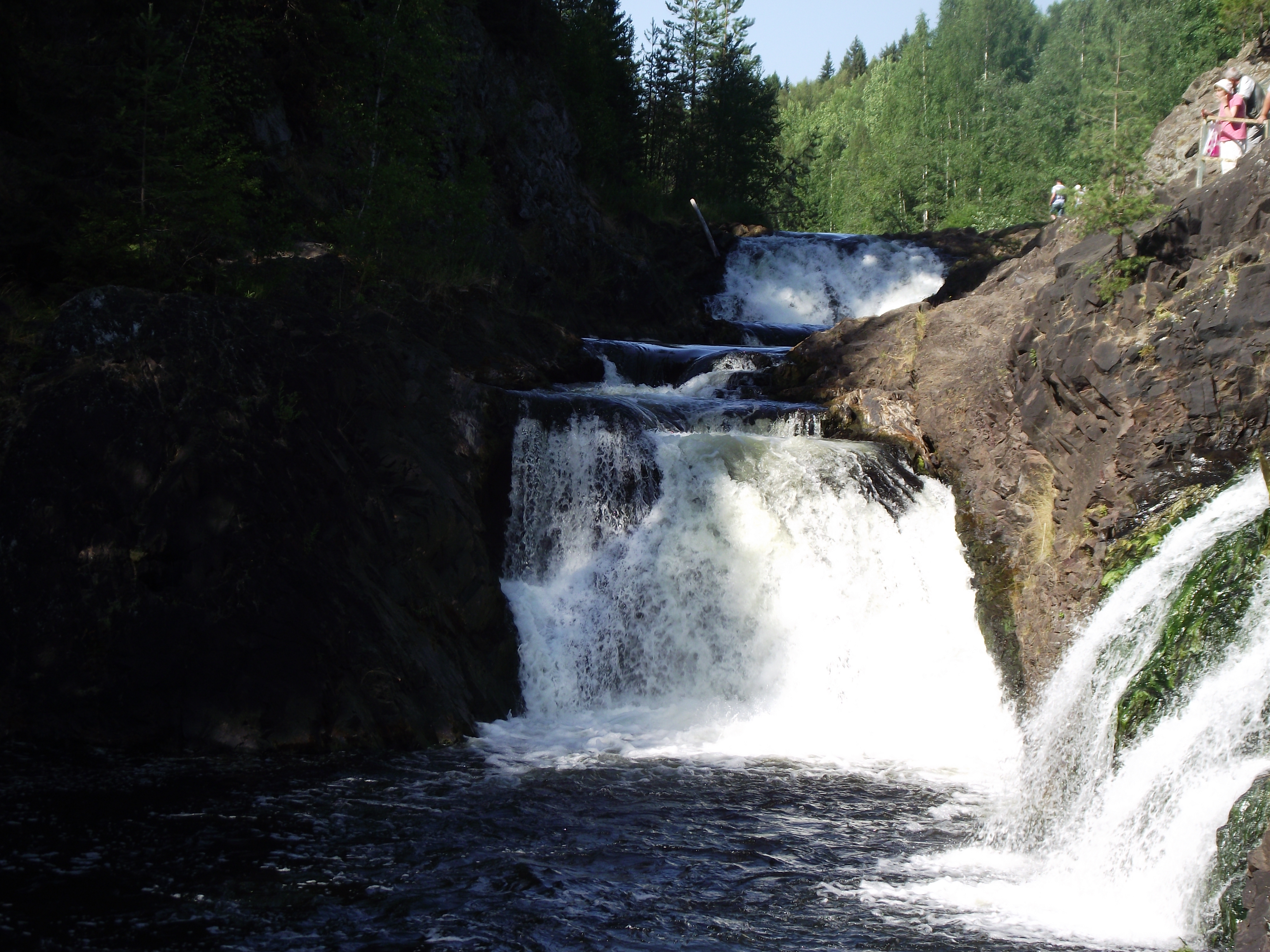
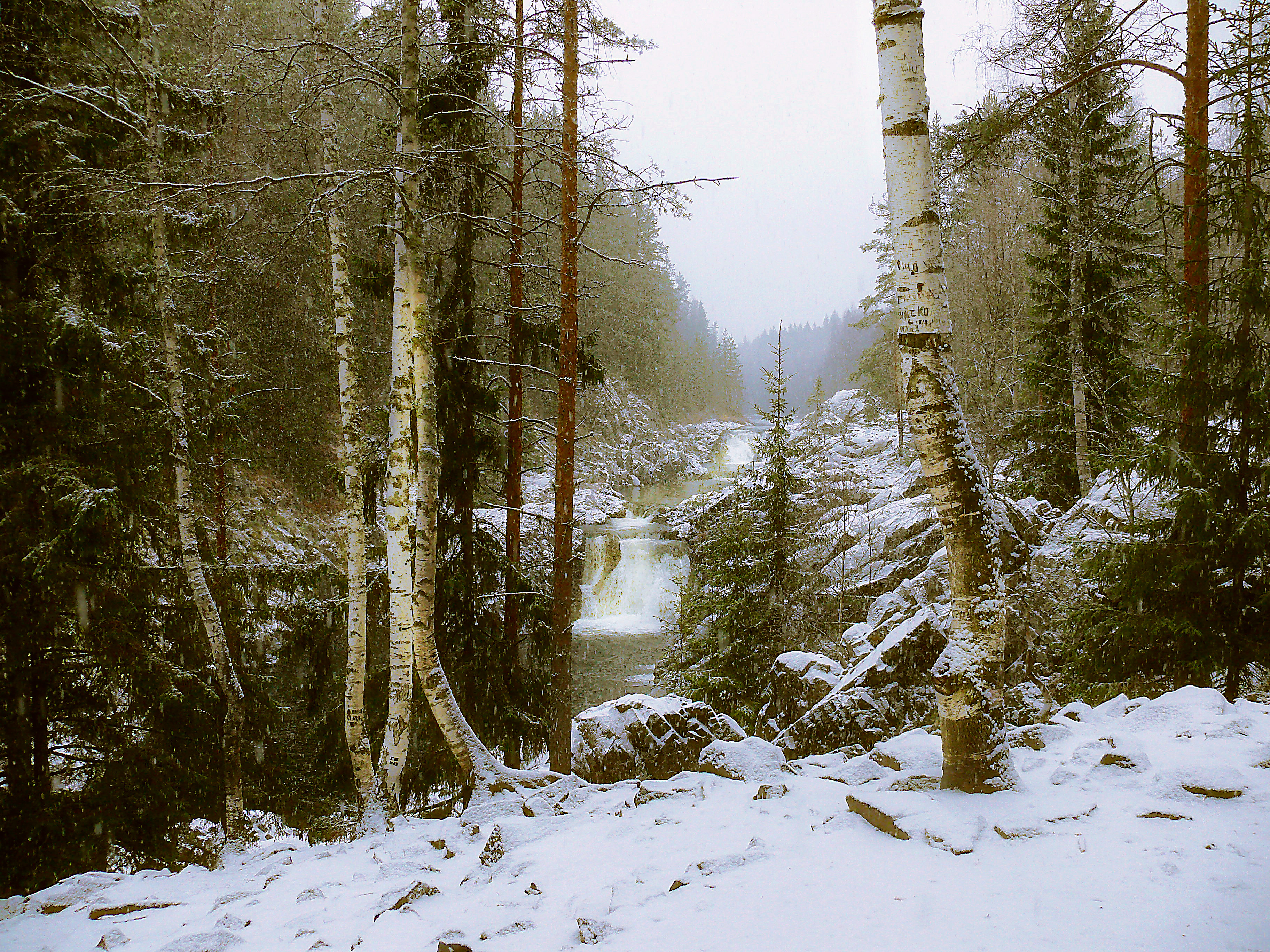
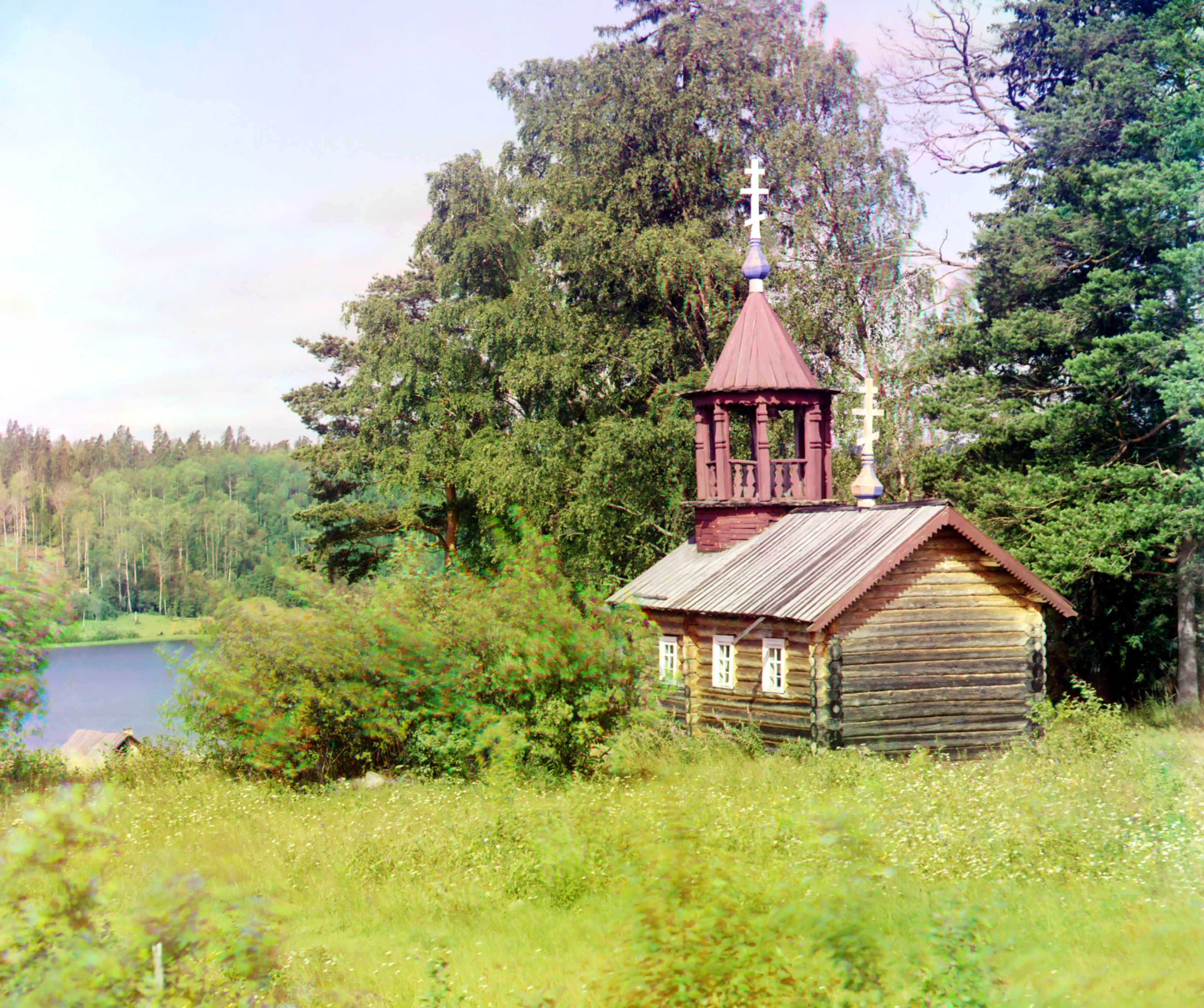